# Коламбус (Монтана)
Коламбус (енгл. Columbus) град је у америчкој савезној држави Монтана.

## Демографија
По попису из 2010. године број становника је 1.893, што је 145 (8,3%) становника више него 2000. године.
| Група             | 2000.         | 2010.         |
| Белци             | 1.671 (95,6%) | 1.785 (94,3%) |
| Афроамериканци    | 4 (0,2%)      | 1 (0,1%)      |
| Азијати           | 2 (0,1%)      | 8 (0,4%)      |
| Хиспаноамериканци | 28 (1,6%)     | 52 (2,7%)     |
| Укупно            | 1.748         | 1.893         |